# Cyprinus dai
Cyprinus dai är en fiskart som först beskrevs av Nguyen och Doan, 1969.  Cyprinus dai ingår i släktet Cyprinus och familjen karpfiskar. IUCN kategoriserar arten globalt som otillräckligt studerad. Inga underarter finns listade i Catalogue of Life.